# Verbandsgemeinde Speicher
Verbandsgemeinde Speicher is een Verbandsgemeinde in de Eifelkreis Bitburg-Prüm in de Duitse deelstaat Rijnland-Palts. Verbandsgemeinde Speicher telt 7936 inwoners.

## Gemeenten
De Verbandsgemeinde Speicher bevat de volgende 9 gemeenten (Ortsgemeinde):
1. Auw an der Kyll
2. Beilingen
3. Herforst
4. Hosten
5. Orenhofen
6. Philippsheim
7. Preist
8. Spangdahlem
9. Speicher (stad), tevens bestuurscentrum

Verbandsvrije stad:  Bitburg